# 아사마이정
아사마이정(浅舞町)은 일본 아키타현 히라카군에 있던 정이다. 현재의 요코테시 히라카초 아사마이에 해당한다.

## 역사
- 1889년 4월 1일 - 정촌제 시행에 의해 2촌의 구역으로 아사마이촌이 성립하였다.
- 1895년 8월 30일 - 정으로 승격해 아사마이정이 되었다.
- 1956년 9월 20일 - 요시다촌과 합병해, 히라카정이 성립하였다. 동일 아사마이정이 폐지되었다.

## 교통

### 도로
- 혼조가도 (현:국도 107호선)